# 阿尔戈勒
阿尔戈勒（法語：Argol，法語發音：[aʁɡɔl]）是法国菲尼斯泰尔省的一个市镇，位于该省西部，属于沙托兰区。

## 地理
阿尔戈勒（48°14'47"N, 4°18'59"W）面积31.73 平方千米，位于法国布列塔尼大區菲尼斯泰尔省，该省份为法国最西部的省份，位于布列塔尼半岛西部，北西南三面环大西洋，东临阿摩尔滨海省和莫尔比昂省。
与阿尔戈勒接壤的市镇（或旧市镇、城区）包括：克罗宗、朗代韦内克、圣尼克、滨海泰尔格吕克、特雷加尔旺。
阿尔戈勒的时区为UTC+01:00、UTC+02:00（夏令时）。

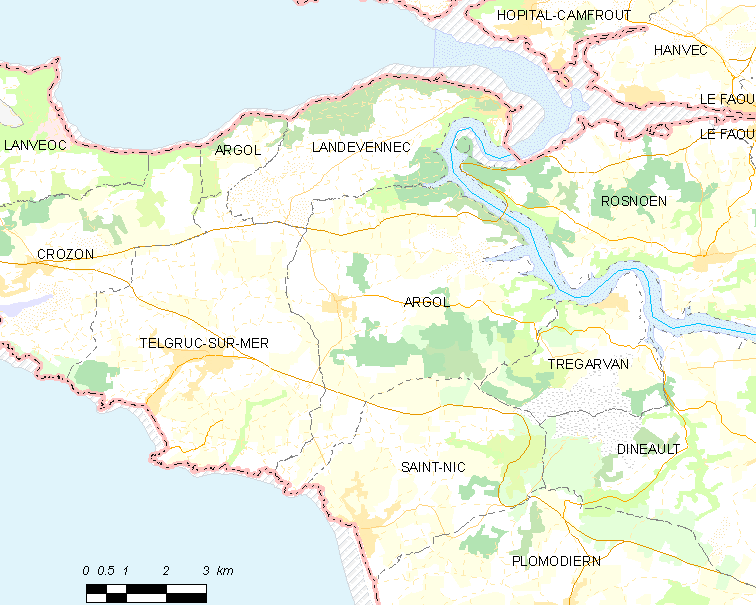
阿尔戈勒的OSM定位图

## 行政
阿尔戈勒的邮政编码为29560，INSEE市镇编码为29001。

## 政治
阿尔戈勒所属的省级选区为克罗宗县。

## 人口

1962-2008年间阿尔戈勒人口变化图示

阿尔戈勒于2022年1月1日时的人口数量为1043人。

## 交通
菲尼斯泰尔省省道D60线、D63线、D163线、D791线和D887线经过境内。